# Gypona axena
Gypona axena är en insektsart som beskrevs av Delong och Freytag 1975. Gypona axena ingår i släktet Gypona och familjen dvärgstritar. Inga underarter finns listade i Catalogue of Life.